# باول د. آدامز
باول د. آدامز (بالإنجليزية: Paul D. Adams)‏ هو عسكري أمريكي، ولد في 6 أكتوبر 1906 في هيفلن في الولايات المتحدة، وتوفي في 31 أكتوبر 1987 في تامبا في الولايات المتحدة.